# Turriers
 Turriers é uma comuna francesa na região administrativa da Provença-Alpes-Costa Azul, no departamento dos Alpes da Alta Provença. Estende-se por uma área de 19,86 km², com 404  	 habitantes, segundo os censos de 2005, com uma densidade de 20 hab/km².